# Thurgauer Zeitung
Die Thurgauer Zeitung ist die grösste Tageszeitung im Kanton Thurgau. Sie erscheint im Verbund des St. Galler Tagblatts und wird seit dem 1. Oktober 2018 vom Medienunternehmen CH Media herausgegeben. Zuvor gehörte sie der NZZ-Mediengruppe.

## Profil
Die Thurgauer Zeitung ist eine klassische Tageszeitung und deckt neben Ereignissen aus der Region auch das überregionale Geschehen aus Gesellschaft, Politik, Wirtschaft, Sport und Unterhaltung ab. Die Zeitung erscheint von Montag bis Freitag und am Samstag als Schweiz am Wochenende.

## Geschichte

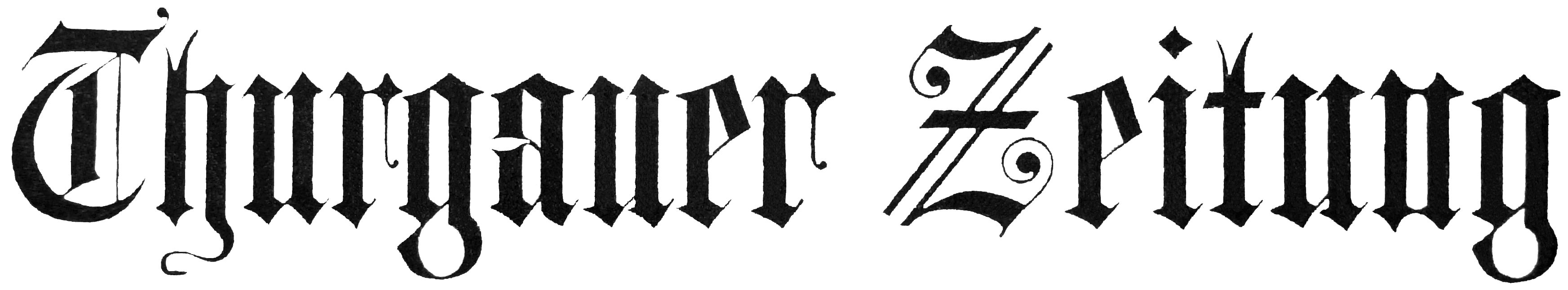
Historisches Logo der Thurgauer Zeitung

Die Thurgauer Zeitung blickt auf eine mehr als 200-jährige Geschichte zurück. Am 22. August 1798 als Wochenblatt für den Kanton Thurgau erstmals erschienen, wurde die Zeitung 1806 in Frauenfelder Zeitung umbenannt. Seit 1809 heisst der Titel Thurgauer Zeitung. 1858 kaufte der Buchhändler Jacques Huber den Druckereibetrieb in Frauenfeld samt Zeitung. Die Familie Huber prägte die Thurgauer Zeitung anschliessend über fünf Generationen und gab ihr eine liberal-konservative Ausrichtung.
Mit der Zusammenlegung des Titels mit dem Thurgauer Volksfreund, dem Thurgauer Tagblatt, der Thurgauer Volkszeitung, der Bischofszeller Zeitung und den Bischofszeller Nachrichten entstand 2001 die Neue Thurgauer Zeitung. 2005 übernahm das Zürcher Verlagshaus Tamedia das Aktienkapital der Huber & Co. AG und damit auch die Thurgauer Zeitung. Tamedia verkaufte bis ins Jahr 2010 die beiden Huber-Druckereien, die Buchhandlung und den Buchverlag, stellte etliche Lokalzeitungen ein und verkaufte schliesslich im Jahr 2010 das Gebäude der Huber & Co. an der Promenade in Frauenfeld an eine Investorengruppe rund um den SVP-Nationalrat Peter Spuhler.
Zwischen April 2007 und Dezember 2010 erschien die Thurgauer Zeitung mit einem vom Winterthurer Landboten erstellten Mantel und führte zusätzlich den Untertitel «Die Nordostschweiz».
Nachdem 2010 Tamedia eine 60%-Beteiligung an der Zürichsee-Zeitung übernommen hatte, kam es zum Beteiligungstausch zwischen Tamedia und der NZZ-Mediengruppe: Tamedia überliess der NZZ die Thurgauer Zeitung und übernahm im Gegenzug von der NZZ deren Anteile an Zürcher Oberländer, Zürcher Unterländer und Zürichsee-Zeitung. Die NZZ integrierte in der Folge Anfang 2011 die Thurgauer Zeitung in den Verbund des St. Galler Tagblatts.
Seit März 2013 erschien die Ostschweiz am Sonntag als siebte Print-Ausgabe des St. Galler Tagblatts und damit der Thurgauer Zeitung. Von November 2017 bis Juni 2019 erschien sie nur noch digital, danach wurde sie zusammen mit der Zentralschweiz am Sonntag nach der letzten Ausgabe vom 30. Juni 2019 eingestellt. Seit Juli 2019 erscheinen die Samstagsausgaben als Schweiz am Wochenende mit einem zusätzlichen 3. Bund mit Reportagen und Hintergründen sowie Meinungen und Kommentaren von Redaktoren und Gastautoren.
Von August 2017 bis Juni 2020 erschien jeweils donnerstags mit A Die Thurgauer Wochenzeitung  die Grossauflage der Thurgauer Zeitung mit einer verbreiteten Auflage von zuletzt 57'316 Exemplaren. Zusätzlich zur Verteilung an die Abonnenten wurde das A auch in die Briefkästen der Nichtabonnenten aus der Region verteilt. Die Wochenzeitung erschien am 4. Juni 2020 das letzte Mal.
2018 brachte die NZZ-Mediengruppe das St. Galler Tagblatt zusammen mit der Luzerner Zeitung in das mit den AZ Medien gegründete Medienunternehmen CH Media ein. Als Vorbereitung dazu wurden die Holdinggesellschaften der beiden Zeitungen, Tagblatt Medien Holding AG und LZ Medien Holding AG, zur RMH Regionalmedien AG fusioniert. CH Media umfasst neben den Regionalzeitungen unter anderem auch die Radio- und TV-Stationen und die Zeitungsdruckereien der beiden Unternehmen. Für die konzessionierten Regional-TV-Sender von AZ Medien (Tele M1 und TeleBärn) und NZZ (Tele 1 und TVO) erbringt CH Media Technik-, Produktions-, Vermarktungs- und Managementleistungen. Die Betriebsaufnahme von CH Media erfolgte am 1. Oktober 2018.
Seit 2022 hat die Thurgauer Zeitung ein eigenes Online-Portal und eine eigene App. Im Jahr 2024 verzeichnete thurgauerzeitung.ch durchschnittlich 113'000 Unique Users pro Monat.

## Chefredaktoren
Bekannte frühere Chefredaktoren der Thurgauer Zeitung waren Edwin Altwegg (1932–1960), Oskar Reck (1960–1970) und Peter Forster (1981–2000). Von 2001 bis 2007 war Andreas Netzle Chefredaktor, danach Ursula Fraefel. 2010 übernahm Peter Hartmeier (ehemals Chefredaktor des Tages-Anzeigers) für zwei Monate das Amt. Seit Anfang 2011 wird die Redaktion von David Angst geleitet. Im Frühling 2016 übernahm Pascal Hollenstein, bisher stellvertretender Chefredaktor der NZZ am Sonntag, als Leiter Publizistik der NZZ-Regionalmedien die Verantwortung für die überregionalen Inhalte des St. Galler Tagblatts und seinen Regionalausgaben. Auf ihn folgte im Januar 2022 Patrik Müller, der seit 2018 die Zentralredaktion von CH Media leitet.

## Verlag
- Verena Rothenbühler: Jacques Huber. In: Historisches Lexikon der Schweiz.
- Erich Trösch: Thurgauer Zeitung. In: Historisches Lexikon der Schweiz.